# كأس الملك سلمان للشطرنج
كأس الملك سلمان للشطرنج (بالإنجليزية:King Salman World Chess) هي بطولة عالمية للشطرنج تقام سنويا في السعودية منذ 2017 ويديرها الاتحاد السعودي للشطرنج ويشارك فيها جميع اللاعبين حول العالم.